# Lončarević
Lončarević je prezime u Crnoj Gori, Hrvatskoj i Srbiji. Prezime je nastalo dodavanjem sufiksa ‑ević na lončar. To je 401. ili 514. najčešće prezimene u Hrvatskoj.
Lončarevići iz Crne Gore su doseljeni u Gornje Polimlje (Vasojeviće) preko Zatrijepča (Kuči) a starina im je iz Bjelica, iz Katunske nahije od bratstva Milića. Kako navodi[nedostaje izvor] profesor Andrija Jovićević, tri su se brata Milića preselila iz Bjelica u Zatrijebač, gdje se jedan od njih "polatinio" i ostao u Zatrijepču, a jedan je zadržao svoju vjeru. Od ovoga koji je ostao u Zatrijepču, jesu Bankanji: od ovog poturčenog u Gusinju su Bekteševići, a od trećeg brata, koji nije htio prevjeriti proizilaze Lončarevići, koji se inače zovu i Milići-Bjelice, po najstarijem imenu. Bekteševići i Lončarevići se svoje kao jedan rod. Do rata Crne Gore s Turskom 1876-8 g. jedni su druge svetili, u svađama pomagali.

## Osobe s prezimenom Lončarević
- Ilija Lončarević (1944. – ), hrvatski nogometni trener
- Juraj Lončarević (1930. – 1998.), hrvatski povjesničar i kritičar
- Vladimir Lončarević (1960. – ), hrvatski esejist, publicist, književni povjesničar i književni teoretičar
- Đuro Lončarević (1920. – 1987), sudionik NOB, general-pukovnik JNA i narodni heroj Jugoslavije iz Crne Gore